# Karta Górnika
Karta górnika – polskie rozporządzenie regulujące przywileje pracowników górnictwa. Po raz pierwszy uchwalone 30 listopada 1949 roku przez Radę Ministrów, zmienione przez rozporządzenie Rady Ministrów z dnia 30 grudnia 1981 r. w sprawie szczególnych przywilejów dla pracowników górnictwa – Karta górnika (Dz.U. z 1982 nr 2 poz. 13).
Do przywilejów gwarantowanych przez Kartę górnika należą:
- dodatkowe wynagrodzenie uzależnione od stażu i rodzaju pracy
- gwarantowane nagrody jubileuszowe, odznaki i dyplomy
- skrócony czas pracy (6–7,5 godzin dziennie przy pracy pod ziemią)
- możliwość wcześniejszego przejścia na emeryturę i korzystne warunki zaopatrzenia emerytalnego
- odprawa przy przejściu na emeryturę lub rentę inwalidzką
- specjalna odprawa pośmiertna dla rodziny
- coroczny zasiłek na każde dziecko, na które przysługuje zasiłek rodzinny
- bezzwrotna pożyczka dla młodych małżeństw